# Nora Abolins
Nora Silvija Āboliņun (7 de diciembre de 1992), conocida como Nora Abolins, es una futbolista canadiense, nacida letona, que juega como guardameta. Ha sido miembro del equipo nacional femenino de Letonia.

## Primeros años
Abolins se crio en Demorestville, Ontario.

## Carrera universitaria
Abolins asistió a la Universidad de Detroit Misericordia en Detroit, Míchigan y a la Universidad de Kentucky Oeste en Bowling Green, Kentucky, ambas de ellas en los Estados Unidos de América.